# Italochrysa yongshengana
Italochrysa yongshengana là một loài côn trùng trong họ Chrysopidae thuộc bộ Neuroptera. Loài này được C.-k. Yang et al. miêu tả năm 1992.